# Grillo
Pour les articles homonymes, voir Grillo (homonymie).

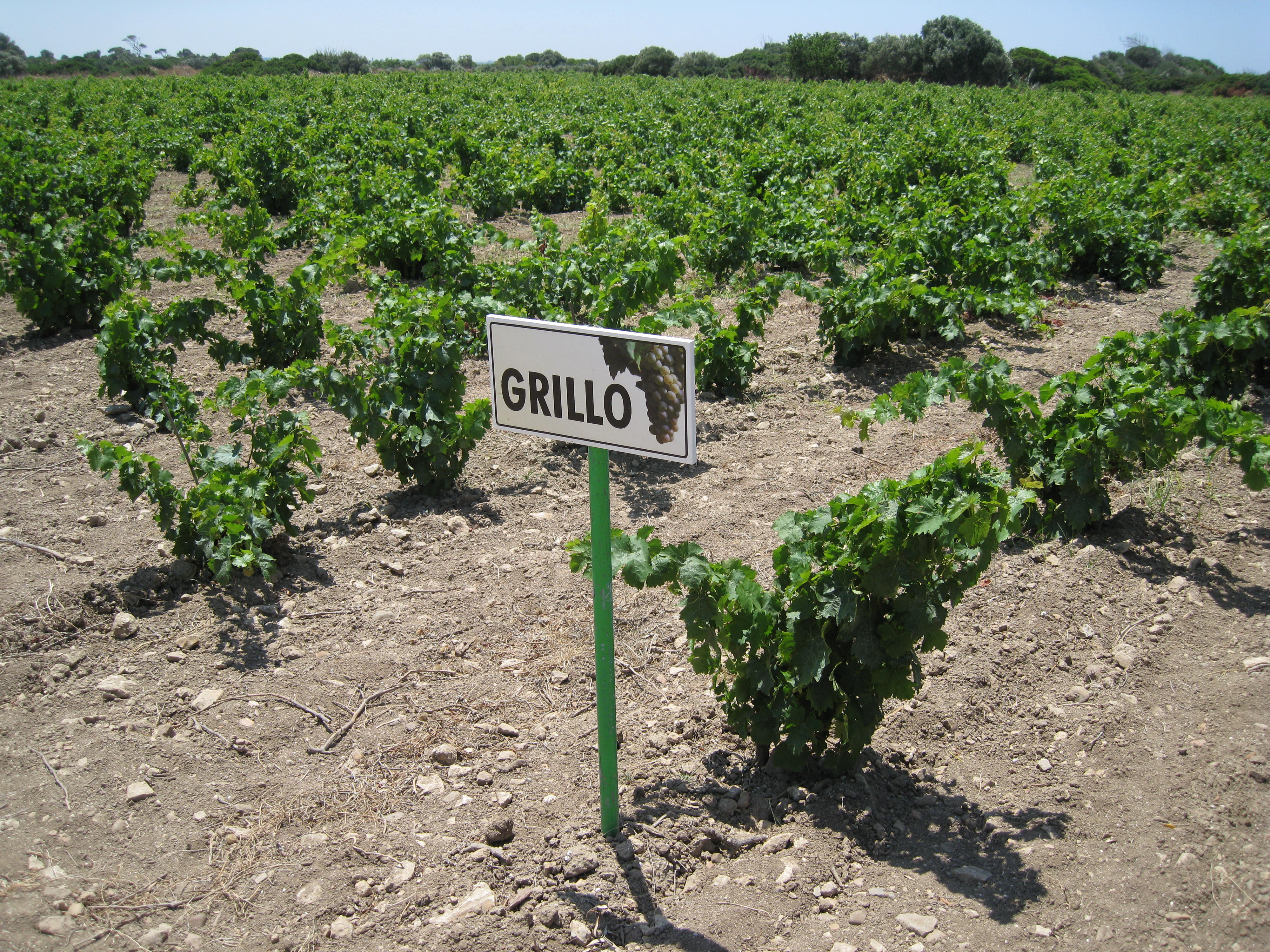
Cépage grillo en Italie

Le grillo est un cépage de raisins blanc cultivé en Sicile. Ses origines sont incertaines, il provient peut-être des Pouilles. Il se distingue par sa capacité à supporter les très fortes températures.
Dès 1897, il est déjà largement planté dans la province de Trapani.
En Sicile, le grillo est un des cépages employés pour le Marsala.

## Synonyme
Il est également connu sous le nom de riddu.